# 朱脩之
朱脩之（5世紀—464年2月24日），字恭祖，義陽平氏人。朱脩之祖父是助東晉於淝水之戰中擊敗前秦的名將朱序，自己則是南朝宋將領，在元嘉北伐時被北魏俘虜，但後來南返。

## 生平
朱脩之初為雍州主簿，後轉司徒王弘的從事中郎。元嘉七年（430年），朱脩之參與元嘉北伐，在到彥之率領下北上，北魏滑臺守軍撤走，宋軍於是收復滑臺，以朱脩之留守滑臺。冬季魏軍南渡黃河反擊，十一月，滑臺遭到由安頡帶領的魏軍圍困，朱脩之堅守，可是到彥之在洛陽及虎牢相繼失守後就已南退，沒有聽從垣護之建議增援滑臺。而此時，朝廷才徵召征南大將軍、江州刺史檀道濟北上支援滑臺。翌年二月，滑臺城中糧食已盡，將士連老鼠也要吃了，而檀道濟受阻於魏軍干擾而無法及時增援，最終滑臺仍是失守，朱脩之被魏軍所俘。
北魏太武帝為了嘉許朱脩之守節的行為，不但授他侍中，更以宗室女子許配給他，不過，朱脩之心繫南方，一直圖謀南奔。延和元年（432年），太武帝親征北燕，時為雲中鎮將的朱脩之也隨軍，當時有個叫徐卓的人意圖帶領南方人起事，打算渡海南返，朱脩之也參與其中，並邀請同樣是被俘的毛脩之參與，但脩之不肯。徐卓意圖敗露被殺，朱脩之就直接逃到北燕那裏。可是，北燕王馮弘對朱脩之不甚禮待，至翌年有宋廷使者到來傳詔，使者見到朱脩之便下拜。北燕朝廷對宋廷使者都相當恭敬，見使者這樣做，才開始禮待他。不久魏軍又來攻，有人勸馮弘派朱脩之回南朝請援，朱脩之於是得以南歸。朱脩之乘的船循海路一直到東萊郡附近海域，遇到強風將船舵吹斷，只能向北面垂下長索才能修正船的方向，而當時已看見飛鳥，表示已接近海岸，沒多久就到達東萊。朱脩之接著回到建康，獲任命為黃門侍郎，後當上江夏內史。
雍州刺史劉道產於元嘉十九年去世後，原本歸化的蠻族大舉叛亂，朱脩之以征西司馬身份試圖討伐但失敗。元嘉三十年（453年），孝武帝即位後以其為平西將軍、寧蠻校尉、雍州刺史,加都督。而脩之在州執政務求寬鬆簡易，故得到士民喜悅歸附。孝建元年（454年），荊州刺史、南郡王劉義宣與江州刺史臧質等人起兵反抗孝武帝，並傳檄請脩之一同起兵，脩之假意答允，另一方面就派使者到建康表示忠誠。孝武帝以脩之為荊州刺史，而義宣等知朱脩之並不和自己一夥後也派魯秀進攻襄陽。朱脩之命人阻斷馬鞍山道，令魯秀無法前進，被逼退走。同年，義宣與臧質的聯軍於梁山大敗給朝廷軍隊，部眾潰散，朱脩之就率兵南下收拾其殘餘勢力，並在江陵處死劉義宣，戰後獲封南昌縣侯。
脩之後獲徵召入朝任左民尚書，轉領軍將軍，後因從車上墮下跌斷了腿而辭左民尚書，改領崇憲太僕，加特進、金紫光祿大夫。大明八年二月辛丑（464年2月24日），朱脩之去世，追贈侍中，諡貞侯。

## 性格特徵
朱脩之為人清廉儉約，從來不收百姓送他的禮品，只是為了招撫蠻族才收蠻族送來的物品，但這些都會用來和下屬們做賭注，最終還是沒進自己口袋，離開荊州時也沒有刮取物資，反而用自己的私錢償還自己在州中燃油及牛馬榖草開銷。不過脩之對自己家人來說就是過於儉約而少恩情，留在家鄉的姊姊捱飢抵冷都未曾給予物質支援，故其姊有一次故意做粗飯菜食來氣前來探訪的脩之，可是脩之仍是吃飽離去。

## 子女
朱雍，嗣爵。

## 延伸阅读
[在维基数据编辑]
 《宋書/卷76》，出自沈约《宋书》
 《南史·卷16》，出自李延壽《南史》